# Frank Newnes Glacier
Frank Newnes Glacier är en glaciär i Antarktis. Den ligger i Östantarktis. Nya Zeeland gör anspråk på området. Frank Newnes Glacier ligger 920 meter över havet.
Terrängen runt Frank Newnes Glacier är varierad. Havet är nära Frank Newnes Glacier åt nordost.  Trakten är obefolkad. Det finns inga samhällen i närheten. 